# Yu Zhuanghui
Yu Zhuanghui, född 12 april 1962, är en friidrottare från Kina. Han deltog vid olympiska sommarspelen 1984.